# Landkreis Lingen
Landkreis Lingen was van 1932 tot augustus 1977 een landkreis in Duitsland. Voor de oorlog was het onderdeel van de provincie Hannover van Pruisen, na de oorlog werd het deel van  Nedersaksen. In 1977 ging het vrijwel geheel op in de nieuwe Landkreis Emsland. De gemeente Wietmarschen werd toegevoegd aan Bentheim. De oude Landkreis leeft gedeeltelijk nog voort in het rechtsgebied van het Amtsgericht Lingen.
Lingen besloeg het zuidelijke deel van het huidige Emsland. Het ontstond in 1885 door de samenvoeging van de Amten Lingen en Freren.

## Indeling in gemeenten
In 1974 werd in Nedersaksen een bestuurlijke hervorming doorgevoerd. Daarbij werden in Lingen een groot aantal gemeenten samengevoegd tot samtgemeinde. In totaal bleven er 18 gemeenten over waarvan vier als zelfstandige gemeente verdergingen.
Zelfstandige gemeenten
1. Lingen
2. Emsbüren
3. Salzbergen
4. Wietmarschen

Samtgemeinden en hun deelnemende gemeenten

* hoofdplaats van de samtgemeinde
| - Samtgemeinde Freren 1. Andervenne 2. Beesten 3. Freren * 4. Messingen 5. Thuine | - Samtgemeinde Lengerich 1. Bawinkel 2. Gersten 3. Handrup 4. Langen 5. Lengerich * 6. Wettrup | - Samtgemeinde Spelle 1. Lünne 2. Spelle 3. Schapen |